# Dilchad Aliyarli
Dilchad Aliyarli est une journaliste et écrivaine azerbaïdjanaise.

## Biographie
Dilchad Aliyarli est née le 1er février 1962 à Bakou. Elle est diplômée de l'université d'État de Bakou. Elle travaille à la Voix de l'Amérique. Elle est écrivaine spécialisée dans les droits des femmes.